# Katla

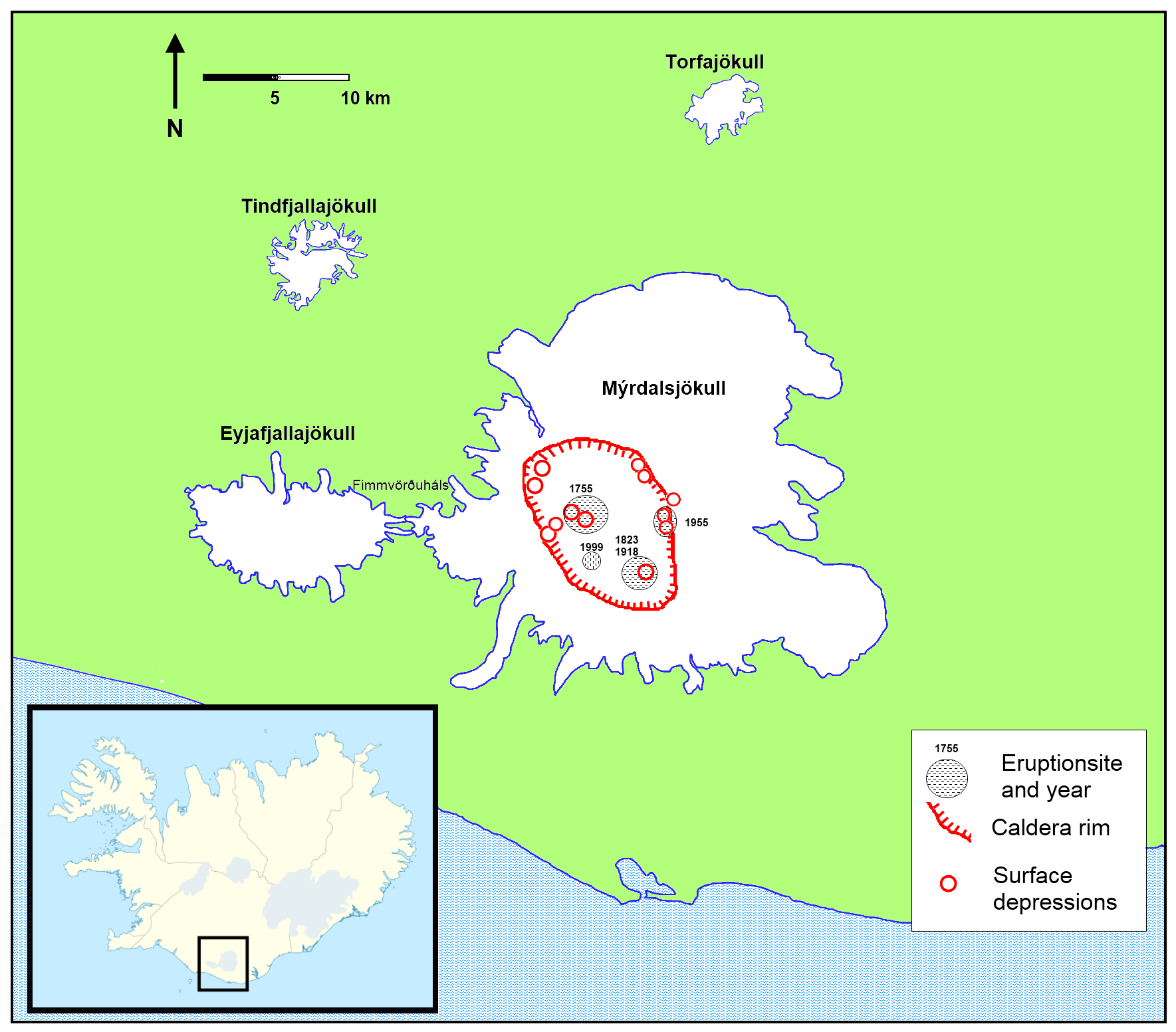
Położenie wulkanu

Katla – czynny wulkan (1490 m n.p.m.) położony w południowej części Islandii, pod lodowcem Mýrdalsjökull.

## Etymologia
Według legendy nazwa wulkanu Katla pochodzi od imienia czarownicy Katli, która rzuciła się do rozpadliny w lodowcu Mýrdalsjökull, kiedy miała być ujawniona zbrodnia, której się dopuściła. Wkrótce potem miało dojść do ogromnej powodzi lodowcowej – za tę i kolejne powodzie okoliczni mieszkańcy winili czarownicę Katlę.
Żeńskie imię Katla to żeńska forma słowa kettil (pol. „dzbanek”).

## Opis
Wulkan położony jest w południowej części Islandii i znajduje się pod czapą właściwą lodowca Mýrdalsjökull. Zbudowany jest z bazaltu, ryolitu i dacytu. Podlodowcowa kaldera (10 × 14 km) sięga 750 m głębokości. Najwyższy punkt jej krawędzi sięga 1380 m n.p.m. a samą krawędź przecinają w trzech miejscach lodowce wyprowadzające. 
Wraz ze szpaltami wulkanicznymi na północ od kaldery Katla tworzy system wulkaniczny o długości 80 km. Aktywność geotermalna wskazuje na płytkie położenie komory magmowej.  
Obszar Katli leży na terenie utworzonego w 2011 roku Geoparku Katla.

## Erupcje
Katla jest jednym z najbardziej aktywnych wulkanów Islandii. Od momentu zasiedlenia Islandii (870), wybuchała ponad 20 razy, często powodując powodzie lodowcowe – jökulhlaup. Średnio Katla wybuchała dwa razy na sto lat. Powodzie lodowcowe z lat 1660, 1721 i 1755 były szczególnie potężne.  
Większość erupcji miała miejsce w kalderze. Potężne erupcje występowały również w szpalcie wulkanicznej – Eldgjá, która rozciąga się ok. 60 km na północny wschód od krawędzi lodowca w kierunku wulkanu Grímsvötn. Wybuch Eldgjá z 934 roku spowodował strumień lawy o ok. 18 km³ – był to jeden z największych tego typu w okresie holocenu. Erupcje Katli są jednymi z największych na Islandii pod względem wyrzucanego materiału piroklastycznego.  
Ostatnia erupcja miała miejsce w 1918 roku. 12 października 1918 roku ok. godz. 13:00 doszło do dużego trzęsienia ziemi, po którym nastąpiła powódź lodowcowa – jökulhlaup. Erupcja trwała przez 1500 godzin, wyrzucając 0,5 km³ magmy bazaltowej i uwalniając 8 km³ wody i lodu. Płynąca woda oderwała od lodowca bloki o średnicy 40–60 m, które zniosła do morza. Powódź zalała ok. 370–400 km² sandru Mýrdalssandur, a prędkość zalewu szacowana jest na 10–15 m/s. Naniesiony materiał utworzył pas nowego lądu pomiędzy Kötlutangi a Vik o szerokości 2 km.       